# 栂文化会館
堺市立栂文化会館（さかいしりつとがぶんかかいかん）とは、大阪府堺市南区にある市民会館・多目的ホールである。（公財）堺市文化振興財団が管理・運営している。

## 開館時間
9時から22時

## 休館日
月曜日、年末年始

## 館内施設
- ホール（714席）
- 音楽室
- 視聴覚室
- 講座室
- 会議室
- 和室
- 料理室
- 陶芸室
- 研修室
- 堺市立南図書館栂分館

## アクセス
南海泉北線 栂・美木多駅下車すぐ

## 関連事項
- 堺市民芸術文化ホール

## 外部サイト
- 栂文化会館

座標: 北緯34度29分7.9秒 東経135度29分22.2秒 / 北緯34.485528度 東経135.489500度